# Conseil du Trône du Maroc
Le Conseil du Trône du Maroc était une institution du royaume du Maroc, créée en 1955, chargée d'exercer les prérogatives du roi du Maroc, dont celle de nommer le Premier ministre. Celui-ci fonctionnait sur une base collégiale et prenait ses décisions a l'unanimité,,.

## Composition
Se voulant représentatif des différentes tendances de l'opinion marocaine, le conseil était composé lors de sa constitution le 15 octobre 1955, de :
- Mohamed El Mokri, grand vizir du Royaume
- Mohamed Sbihi, Pacha de Salé
- Mbarek BekkaÏ, ancien Pacha de Sefrou
- Tahar Ouassou Loudiyi, Caïd des Alahem

## Gouvernements
Lors de son existence, le conseil du trône aura nommé un seul premier ministre, Hadj Fatmi Benslimane le 17 octobre 1955, formant ainsi le premier gouvernement marocain.

## Sources
1. ↑  Journal de Neuchatel, « Le conseil du trône enfin constitué au Maroc », Feuille d'avis de Neuchatel,‎ 17 octobre 1955
2. ↑  André de Laubadère, « Le statut international du Maroc depuis 1955 », Annuaire français de droit international, vol. 2, no 1,‎ 1956, p. 122–149 (ISSN 0066-3085, DOI 10.3406/afdi.1956.1228, lire en ligne, consulté le 11 juillet 2018)
3. ↑  (en-GB) British Pathé, « Morocco's New Throne Council », sur www.britishpathe.com (consulté le 11 juillet 2018)